# محوطه میلو
محوطه میلو مربوط به دوران‌های تاریخی پس از اسلام است و در شهرستان دامغان، روستای تویه دروار واقع شده و این اثر در تاریخ ۶ آذر ۱۳۷۸ با شمارهٔ ثبت ۲۴۷۵ به‌عنوان یکی از آثار ملی ایران به ثبت رسیده است.